# Diario de Mataró
El Diario de Mataró fue un periódico español editado en la localidad de Mataró entre 1895 y 1936.

## Historia
Nacido en 1895, fue una publicación de corte liberal y conservador, circunscrita al ámbito comarcal. Aunque fue un diario consolidado, a lo largo de su historia mantuvo una periodicidad cambiante. Progresivamente catalanizado, en 1918-1919 la publicación pasó a publicarse íntegramente en catalán, y cambió su título a Diari de Mataró.
También desde esa fecha se convirtió en una publicación afín a la Lliga Regionalista, si bien también mostraría afinidad con Acció Catalana. Durante la Segunda República sus simpatías oscilaron entre la Lliga y Acció Catalana Republicana. Continuaría publicándose hasta el estallido de la Guerra civil. Su último número es del 18 de julio de 1936.
La publicación fue confiscada y en sus instalaciones pasó a editarse un periódico de la CNT, Llibertat.